# Pittsfield (Vermont)
Pittsfield – miasto w Stanach Zjednoczonych, w stanie Vermont, w hrabstwie Rutland.